# Prinz-Luitpold-Haus
Pour les articles homonymes, voir Prinz et Haus.
Le Prinz-Luitpold-Haus est un refuge de montagne dans les Alpes d'Allgäu. Ce refuge est géré par la section de la Deutscher Alpenverein basée à Immenstadt.

## Géographie
Ce refuge se situe au nord-ouest du sommet du Hochvogel dans la vallée du Bärgündlebach, dans le territoire de la ville de Hindelang.

## Histoire
Le Prinz-Luitpold-Haus est construit en 1880 sur un terrain appartenant au prince Luitpold de Bavière. Il est le premier refuge des Alpes d'Allgäu.
En 1932, la DAV le rachète.
Le chalet est reconstruit et agrandi à plusieurs reprises. Un système biologique d'épuration des eaux est monté en 1994.

## Sites à proximité
Depuis la vallée
- Giebelhaus : environ 2-3 heures de marche.
- Hinterhornbach : environ 4 heures.

Autres refuges
- Refuge de Landsberg : 5-6 heures.
- Willersalpe : 7-8 heures.
- Edmund-Probst-Haus : 4-6 heures.
- Refuge Kemptner : 8-10 heures.

Sommets
Le Prinz-Luitpold-Haus est un point de départ pour l'ascension du Hochvogel (2 592 m) qui est à 2½ ou 3 heures.
- Glasfelderkopf (2 270 m) : environ une heure.
- Wiedemer Kopf (2 166 m) : une heure ou deux.
- Schneck (2 268 m) : environ 4 heures.
- Fuchskarspitze (2 314 m) par une escalade.
- Weittalkopf (2 289 m)
- Kreuzkopf (2 287 m)